# 芸能界ヘタレ脱出プロジェクト おバカJAPAN
『芸能界ヘタレ脱出プロジェクト おバカJAPAN』（げいのうかいヘタレだっしゅつプロジェクト おバカジャパン）は、2009年9月10日木曜日19:57-21:48(JST)にテレビ東京系列で放送されたバラエティ特別番組である。

## 概要
2009年4月2日で終了した『キンコンヒルズ』の人気企画「キンコンダメダメモンスターズ」（運動音痴の芸能人が、運動会で対決する内容）のコンセプトを引き継ぎ、自動車の運転、高所恐怖症など、様々な分野でそれを不得意とする”おバカ”な芸能人の苦手克服をMCが支援する。
2019年7月12日に特別番組『芸能人ポンコツ脱出GP～できない自分を乗り越えろ～』に改題し、千鳥がMCを務め10年越しの第2弾放送となった。なおそれにあたって、本項目を参照してスタッフを再招集したことがプロデューサーの佐久間宣行に語られている。

## 内容
- 高所恐怖症
- ペーパードライバー
- 運動音痴

陸上競技3種目すべてクリアで100万円、できなければ賞金没収。
種目は、第1種目「走り高跳び」第2種目「80mハードル」第3種目「600mリレー」

## 出演者

### MC（立会人）
- ビビる大木
- キングコング（西野亮廣・梶原雄太）
- オリエンタルラジオ（藤森慎吾・中田敦彦）

### おバカ代表
- 運動音痴代表
  - ブラックマヨネーズ（小杉竜一・吉田敬）
  - 山里亮太（南海キャンディーズ）
  - 出川哲朗
  - 道重さゆみ（モーニング娘。）
  - さとう珠緒

- ペーパードライバー代表
  - 上島竜兵（ダチョウ倶楽部）
  - 浜田ブリトニー
  - 松野明美
  - 飯星景子

- 高所恐怖症代表
  - 肥後克広（ダチョウ倶楽部）
  - クリス松村
  - 狩野英孝
  - ローラ・チャン
  - ジャガー横田

### ナレーター
- 立木文彦

## スタッフ
- 構成：大井洋一、相澤昇、なかじまはじめ、永井重行、小堀裕也
- リサーチ：フォーミュレーション
- ロケ技術：八峯テレビ、スウィッシュ・ジャパン
- ロケ美術：テレビ東京アート
- 編集：宮島洋介
- MA：佐藤卓也
- 音響効果：小田切暁・林正貴（278）
- CG：山口剛史（ALEX）
- 編成：斎藤勇（テレビ東京）
- 番宣：村上晶子（テレビ東京）
- デスク：門田理紗（テレビ東京）
- 演出補：内田弥佳（テレビ東京）、内田淳一（テレビ東京）、鶴田竜次、亀川匡
- ディレクター：藤枝彰・太田勇（テレビ東京）、我妻哲也・辻正記（極東電視台）、石井和章、鈴木拓也
- AP：竹内美佳・海野和可奈（テレビ東京）
- 総合演出：濱谷晃一（テレビ東京）
- プロデューサー：佐久間宣行（テレビ東京）、千田都（極東電視台）、高畑正和（よしもとクリエイティブ・エージェンシー）
- 制作協力：極東電視台、吉本興業
- 製作著作：テレビ東京